# اچ‌دی ۱۸۰۲۶۲
اچ‌دی ۱۸۰۲۶۲ یک ستاره است که در صورت فلکی عقاب قرار دارد.